# Miagliano
Miagliano – miejscowość i gmina we Włoszech, w regionie Piemont, w prowincji Biella. Położona jest około 70 km na północny wschód od Turynu i ok. 4 km na północny wschód od Biella. Miagliano graniczy z gminami Andorno Micca i Sagliano Micca. Według danych na styczeń 2009 gminę zamieszkiwały 663 osoby przy gęstości zaludnienia 1 004,5 os/1 km².